# 扎格列歐斯嶺
扎格列歐斯嶺（英語：Zagreus Ridge）是南極洲的山嶺，位於葛拉漢地，長10公里、寬3.8公里，最高點是海拔高度1,100米的默恰埃沃峰，該山嶺的名稱取自希臘神話。

## 外部連結

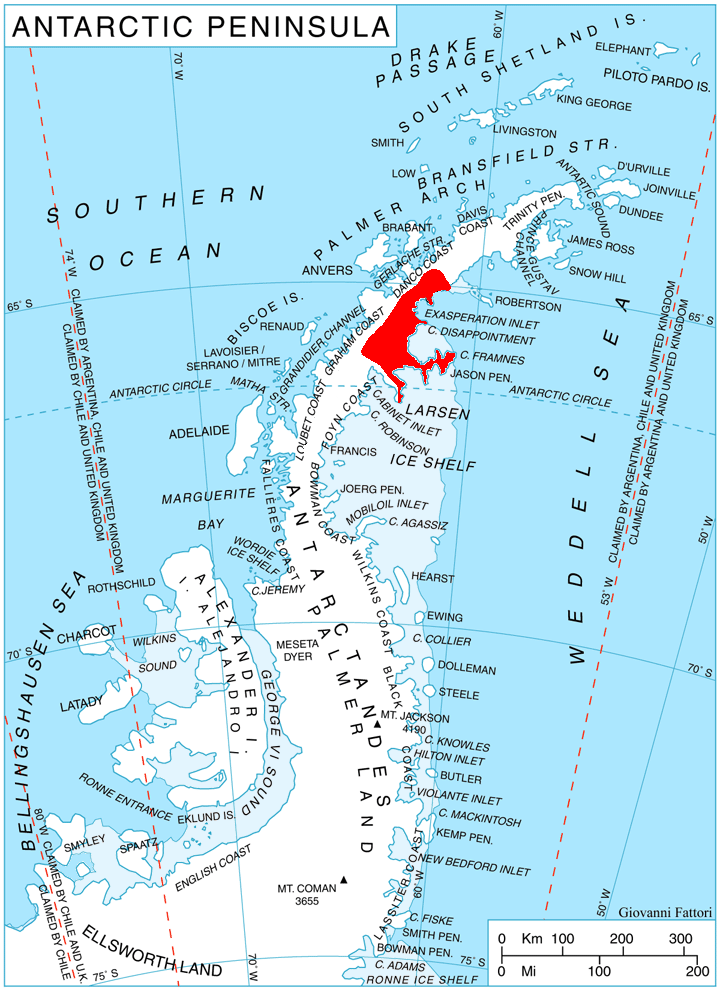

- Zagreus Ridge. （页面存档备份，存于） SCAR Composite Antarctic Gazetteer.

64°52′50″S 61°49′00″W / 64.88056°S 61.81667°W